# 中国驻毛里求斯大使馆
中华人民共和国驻毛里求斯共和国大使馆，简称中国驻毛里求斯大使馆，是中华人民共和国驻毛里求斯的外交代表机构。

## 机构设置
中国驻毛里求斯大使馆设置下列机构：
- 领事部
- 经商处
- 文化处（中国文化中心）